# Begleitvene
Als Begleitvene (lat. Vena comitans, Plural Venae comitantes) bezeichnet man eine Blutader (Vene), die parallel zu ihrer arteriellen Entsprechung verläuft. Die meisten Körpervenen sind Begleitvenen und tragen daher den gleichen Namenszusatz wie die Arterie, die sie begleiten. An den Gliedmaßen wird eine Arterie gelegentlich auch von zwei Begleitvenen flankiert. Die großen Körpervenen (Hohlvenen, Vena azygos) sowie zusätzliche Abflussvenen an den Gliedmaßen (Vena cephalica, Vena saphena lateralis) haben dagegen keine parallel verlaufenden Arterien, sind also nicht als Begleitvene anzusprechen. 